# Wickham Market Hoard
Wickham Market Hoard er et fund, bestående af 840 guldstater, som i marts 2008 blev fundet på en mark ved Dallinghoo ved Wickham Market i Suffolk i England ved hjælp af metaldetektorer. Den 16. marts 2008 blev en mønt opdaget af Michael Dark, som først ønskede at være anonym, men senere gav sig til kende. En uge senere fandt han yderligere otte mønter. Fundet består af 840 mønter dateret til 40 f.Kr. - 15 e.Kr. Det er det største fund af guldmønter i Storbritannien, som er blevet undersøgt tilbundsgående. I juni 2011 blev mønterne købt af Ipswich Museum for £316.000.

## Udgravningen
British Museum og Suffolk County Council indledte udgravningen den 14. oktober 2008. Undersøgelserne viste, at mønterne var begravet i en indhegnet grøft, som formentlig har religiøs betydning. I løbet af udgravningen fandt man 824 mønter. Analyser af omgivelserne og fundstedet har været benyttet til at datere de fundne genstande til ca. 15 e.Kr.

## Betydning
Skatten var den største af sin art siden et fund i 1849. Undersøgelserne har ikke godtgjort årsagen til, at den blev nedgravet, men blandt de fremførte teorier er der forslag om, at den har været skjult til gavn for fællesskabet, og at er begravet for at undgå, at en fjendtlig hær tog den med som bytte.